# Ernesto Soto Avendaño
Ernesto Soto Avendaño (Olavarría, 6 de enero de 1886; 30 de abril de 1969) fue un escultor, dibujante y escenógrafo argentino. Su obra máxima es el Monumento a los Héroes de la Independencia levantado en Humahuaca, Jujuy. En Tilcara se encuentra el Museo Soto Avendaño.

## Vida y obra
Ernesto Sodo Avendaño nació el 6 de enero de 1886 en la ciudad de Olavarría, provincia de Buenos Aires. Perteneciente a una familia fuertemente identificada con la Iglesia católica, rechaza el mandato de sus padres que pretendían que fuera sacerdote y se traslada a Buenos Aires en 1905, para aprender artes plásticas, principalmente escultura. Ingresó a la Academia Nacional de Bellas Artes, donde estudió con el escultor Lucio Correa Morales, pionero de la escultura argentina. 
Argentina por entonces vivía la crisis de la llamada República oligárquica, creada por la Generación del 80, de impronta cosmopolita, europeísta y liberal, concentrada en Buenos Aires y de espaldas al resto del país, denominado con la expresión "el interior". Como reacción, el arte y la cultura argentinas de las primeras décadas, a la par de los intentos de establecer un Estado democrático (que solo se consolidaría a partir de 1983)  tomaría un perfil nativista, nacionalista e indigenista, revalorizando el folklore y volviendo los ojos hacia "el interior", que influiría en la obra de Soto Avendaño.
Durante sus dos primeras décadas de trabajo, Soto Avendaño pasó grandes penurias que se expresaron en su obra. José León Pagano definió a esta época de su vida como "época de labor dolorosa", con obras como "La pena", "El cansancio" y "El trabajo". En esa época realiza también retratos como los de Enrique Mouchet, el historiador Ricardo Levene, los artistas Francisco Villar, José Martorel e Indalecio Pereyra y el pianista Rubine. Soto Avendaño también orientó su obra hacia temáticas del "interior del país" y la situación de los indígenas, como "El domador Florencio Velásquez", "La tristeza del hombre del altiplano", "Cazador de zorros", "Indio Aymará" y "Flor de airampo".
En 1913 y 1914 ganó consecutivamente el Premio Adquisición del Salón Nacional. En 1918 ganó el Segundo Premio y en 1921 el Primer Premio, con su estatua "El trabajo", que fue comprada por el Concejo Deliberante de la Ciudad de Buenos Aires para ser instalada en la Plaza 1.º de Mayo. En 1920 ganó el Primer Premio Municipal.
En 1927 ganó el concurso del Congreso Nacional que le permitiría construir su obra máxima, el Monumento a los Héroes de la Independencia levantado en Humahuaca, una de las obras escultórico-arquitectónicas más importantes de la Argentina. La obra fue aprobada por un jurado presidido por el diputado Ricardo Rojas, durante la presidencia constitucional de Marcelo T. de Alvear, pero fue postergada luego del golpe de Estado del 6 de septiembre de 1930 que derrocó al presidente Hipólito Yrigoyen. Ese mismo año ganó por segunda vez el Primer Premio Municipal y en 1939, la tercera medalla del
Salón de Viña del Mar.
En la década de 1940, reinició la construcción del Monumento a los Héroes de la Independencia, que fue finalmente inaugurada el 23 de agosto de 1950, durante la presidencia constitucional de Juan Domingo Perón.
Dos años antes ganó el Gran Premio Adquisición “Presidente de la República”, con su obra "Gaucho abanderado". El premio fue objeto de crítica debido a la temática gauchesca relacionada con los temas del interior que caracterizaba el trabajo de Soto Avendaño. Luego fue homenajeado especialmente en la edición del Salón Nacional de 1954. Se destacó asimismo como docente de la cátedra de dibujo de la Escuela Superior de Bellas Artes de la Nación "Ernesto de la Cárcova", de 1928 a 1961.
En 1955, la dictadura que tomó el poder ese año, destruyó un busto del presidente Perón, que había sido instalado en la nave insignia de la Marina de Guerra. A partir de la dictadura instalada en 1955 Avedaño sería censurado y perseguido por los regímenes de Lonardi y Aramburu debido a su cercanía al peronismo
En 1965 Soto decidió donar una gran parte de su obra a la ciudad jujeña de Tilcara, ubicada en la Quebrada de Humahuaca, con cuya cultura folklórica de raíces indígenas se había identificado profundamente. Con la donación, la provincia de Jujuy creó el Museo Ernesto Soto Avendaño que luego de un tiempo de transición, fue instalado frente a la plaza principal, en la casa del coronel Manuel Álvarez Prado, héroe jujeño de la independencia argentina, retratado por Soto en el monumento de Humahuaca. El museo cuenta con 42 obras originales, entre ellas el tercio del monumento de Humahuaca y una copia en bronce de "El trabajo".
El investigador Pablo Fasce considera que el rasgo más destacado de Soto Avendaño fue "su decisión de volverse una figura del noroeste, (que)
pretendió expandir las redes institucionales hacia lugares que habían sido excluidos de la modernidad artística. Pese a la importancia de su obra y de su magisterio, Soto Avendaño ha sido notablemente excluido de la bibliografía sobre la historia de la escultura argentina, hecho que Fasce atribuye precisamente a su decisión de retirarse de Buenos Aires y centrar su actividad artística en "el interior" desvalorizado por las corrientes culturales hegemónicas.
Entre sus obras expuestas en la vía pública se encuentran:
- Monumento a los Héroes de la Independencia (1927-1951), Humahuaca, Jujuy.
- Busto de Juan B. Justo, fundador del Partido Socialista de Argentina, ubicado en el monumento levantado en la esquina de las avenidas que lleva su nombre y Santa Fe, Buenos Aires.[4]
- Escultura en homenaje al Dr. Felipe J. Basavilbaso (1926), médico del Hospital de Clínicas, exhibida en la Plaza Houssay, Buenos Aires.

## Galería

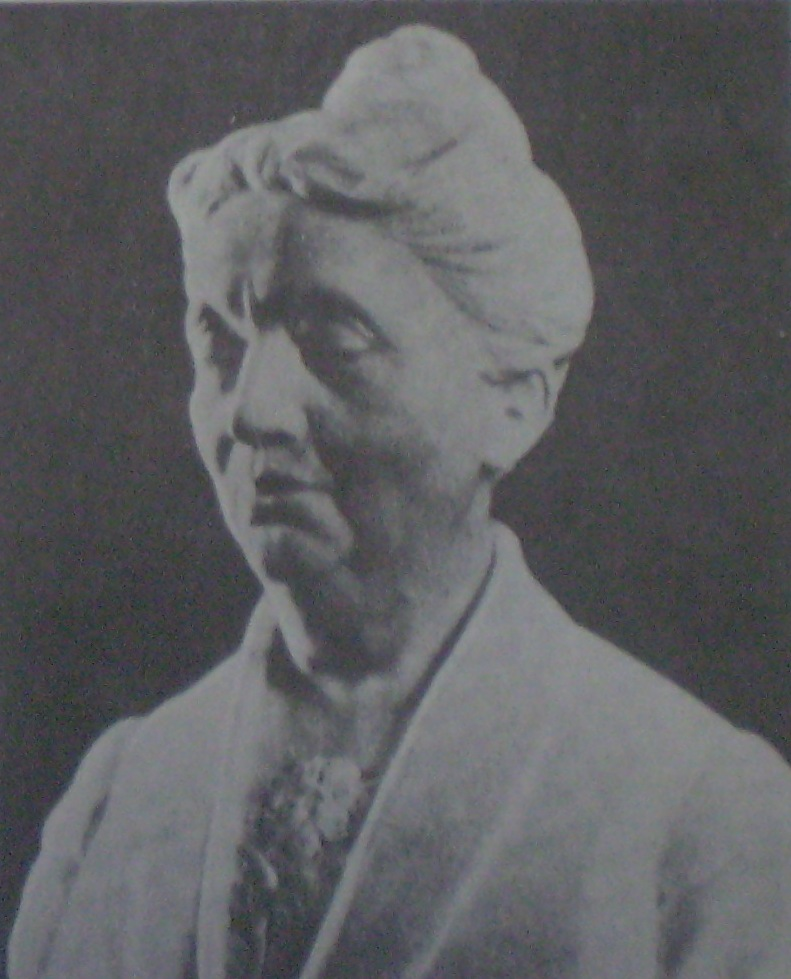
Busto de Francisca Armstrong. Educadora, fundadora de la Escuela Normal de San Nicolás, Buenos Aires.
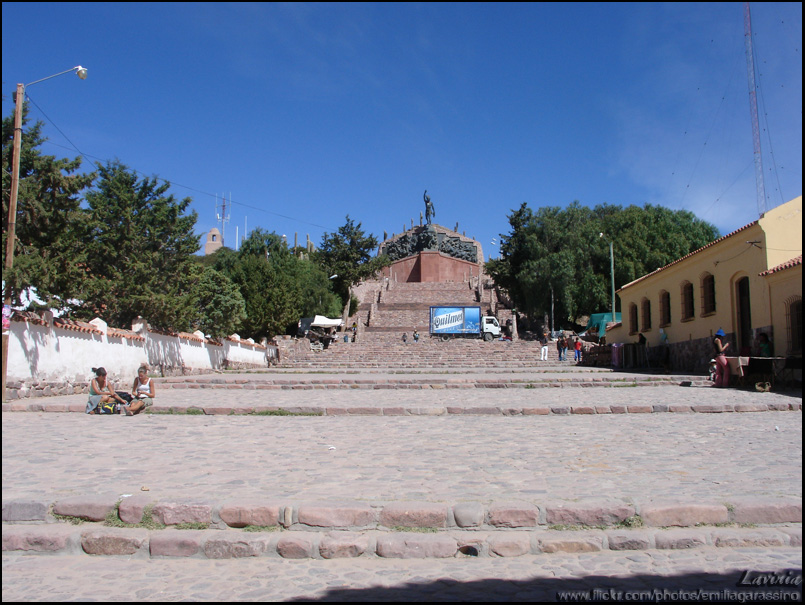
Monumento a los Héroes de la Independencia (1927-1951). Humahuaca, Jujuy. Monumento y y la escalinata, tomada desde el centro de la ciudad.